# Маунт-Ігл (Пенсільванія)
Маунт-Ігл (англ. Mount Eagle) — переписна місцевість (CDP) в США, в окрузі Сентр штату Пенсільванія. Населення — 89 осіб (2020).

## Географія
Маунт-Ігл розташований за координатами 40°58′48″ пн. ш. 77°42′21″ зх. д. / 40.98000° пн. ш. 77.70583° зх. д. (40.980003, -77.705781).  За даними Бюро перепису населення США в 2010 році переписна місцевість мала площу 0,66 км², уся площа — суходіл.

## Демографія
Згідно з переписом 2010 року, у переписній місцевості мешкали 103 особи в 47 домогосподарствах у складі 32 родин. Густота населення становила 155 осіб/км².  Було 49 помешкань (74/км²).
Расовий склад населення:
| - 99,0 % — білих - 1,0 % — корінних американців |

До двох чи більше рас належало 0,0 %. Частка іспаномовних становила 0,0 % від усіх жителів.
За віковим діапазоном населення розподілялося таким чином: 17,5 % — особи молодші 18 років, 67,9 % — особи у віці 18—64 років, 14,6 % — особи у віці 65 років та старші. Медіана віку мешканця становила 44,8 року. На 100 осіб жіночої статі у переписній місцевості припадало 83,9 чоловіків;  на 100 жінок у віці від 18 років та старших — 73,5 чоловіків також старших 18 років.
Середній дохід на одне домашнє господарство  становив 125 577 доларів США (медіана — 43 750), а середній дохід на одну сім'ю — 53 596 доларів (медіана — 43 125). За межею бідності перебувало 2,7 % осіб, у тому числі 0,0 % дітей у віці до 18 років та 0,0 % осіб у віці 65 років та старших.
Цивільне працевлаштоване населення становило 47 осіб. Основні галузі зайнятості: освіта, охорона здоров'я та соціальна допомога — 42,6 %, будівництво — 14,9 %, мистецтво, розваги та відпочинок — 8,5 %, транспорт — 6,4 %.